# Notophyllia recta
Espèce
Statut CITES
Notophyllia recta est une espèce de coraux appartenant à la famille des Dendrophylliidae.